# 东库山岛
东库山岛，位于中华人民共和国浙江省东北部舟山群岛马鞍列岛中的一座岛屿，隶属于浙江省嵊泗县菜园镇管辖。东库山岛地处东绿华岛东南1千米，呈都被-西南走向，长970米，宽220米，海岸线长2.88千米，陆地面积0.232平方千米，最高点海拔74.2米。2010年，东库山岛有常住居民84户，202人。
1980年代，岛上修建了环形渔港码头。1990年代，岛上渔业繁荣一时，1995年常住人口200多人。1990年代中期以来，岛上人口持续外流，剩余居民多为高龄老人。2023年底，岛上居民整体搬迁后，已无常住人口。